# Wilhelm Meyder

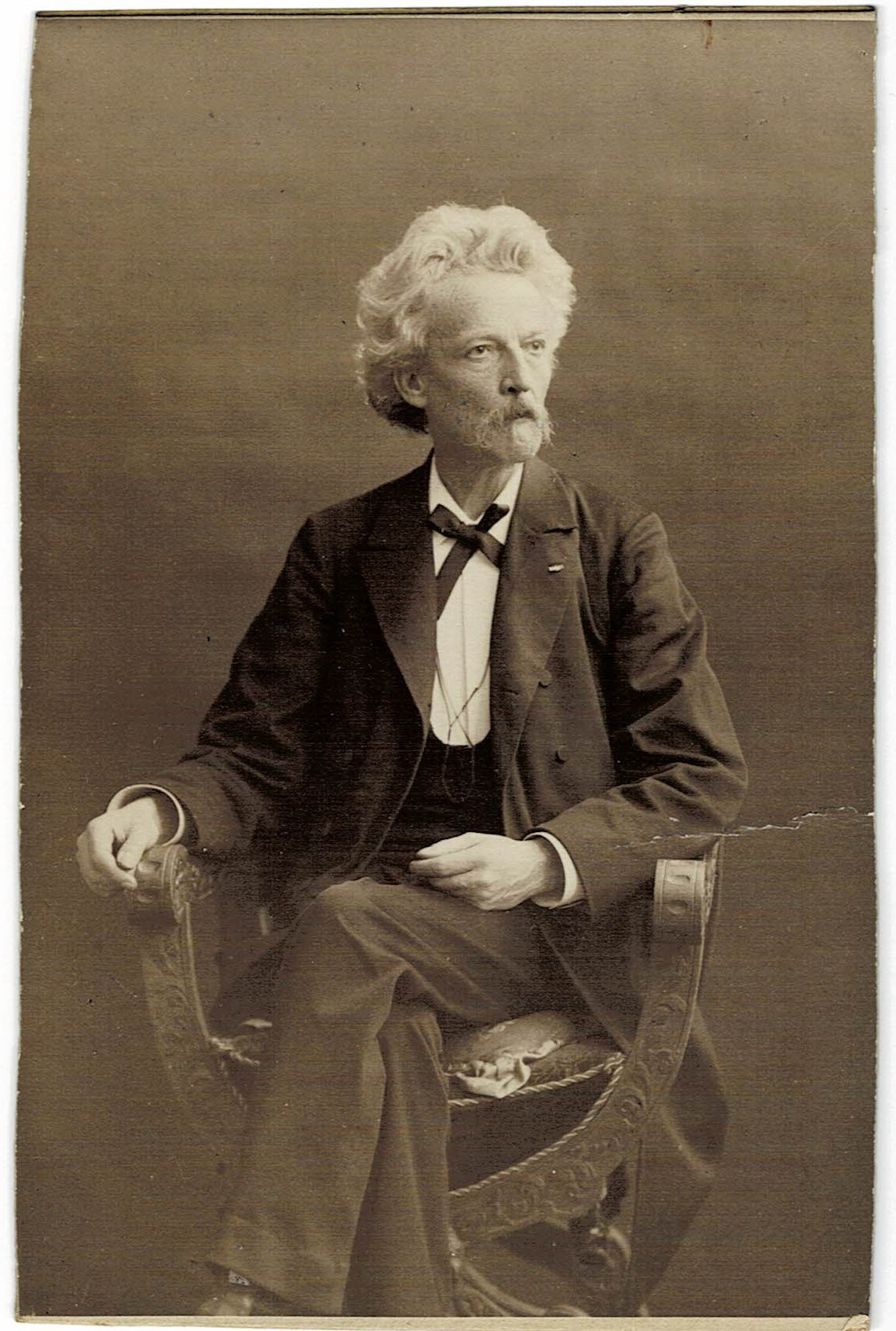

Karl Wilhelm Otto Meyder (* 14. November 1841 in Oberdorf am Ipf; † 29. Januar 1927 in Hall) war ein deutscher Verwaltungsaktuar, Schultheiß und Politiker (DP).

## Leben
Meyders Eltern waren der Oberdorfer Schulmeister Georg Leonhardt Meyder und Karolina Henrietta Amalia Käfer. Er machte eine Lehre als Schreiber und Notar und ging dann 1862 zum württembergischen Militär, wo er in der berittenen Leibgarde und beim Dragoner-Regiment „Königin Olga“ diente. Er nahm am Deutschen Krieg von 1866 und am Deutsch-Französischen Krieg von 1870–1871 teil.
1875 wurde Meyder zum Schultheiß von Eschenau (1875–1893) gewählt, wo er unter anderem am 1. Dezember 1880 die örtliche Darlehenskasse gründete und 1. Vereinsvorsteher war.
Bei der Landtagswahl am 9. Januar 1889 kandidierte Meyder im Wahlkreis Weinsberg für die Abgeordnetenkammer der Württembergischen Landstände. Sein Gegenkandidat war der parteilose Gutspächter des Breitenauer Hofs, Christian Hege. Meyder gewann mit 2060 von 3643 abgegebenen Stimmen. Die Wahl wurde vom 25. bis 28. Januar von drei Personengruppen (18 Unterzeichner aus Weinsberg, 24 Unterzeichner aus Affaltrach und „eine große Zahl von Unterzeichnern aus mehrfachen Orten des Wahlbezirks“) wegen Unregelmäßigkeiten angefochten. Bemängelt wurde, dass die vorgedruckten Stimmzettel Meyders doppelt so groß wie die von Hege und zudem von bläulich-weißem Papier gewesen seien, so dass bei der Wahl ohne Wahlumschläge für die Wahlaufsicht führenden Ortsvorsteher sofort ersichtlich gewesen sei, wer für welchen Kandidaten stimme. Viele Wähler hätten sich daher nicht getraut, für Hege zu stimmen, da mehrere Wahlvorstände, so Weinsbergs Stadtschultheiß Carl Seufferheld und einige Ortsvorsteher, sich vor der Wahl nachdrücklich für den Kandidaten Meyder eingesetzt hätten. „Bei der großen Abhängigkeit vieler Wähler von den Ortsvorstehern hätten deshalb eine Menge Wähler vorgezogen, nach dem Willen der letzteren abzustimmen.“ Die Wahlanfechtung wurde vom ständischen Ausschuss der Abgeordnetenkammer am 30. Januar abgewiesen. Eine weitere Eingabe von fünf Bürgern aus Unterheinriet, die am 9. Februar weitere Unregelmäßigkeiten bemängelten, wurde am 8. Mai von der Legitimationskommission abgewiesen, so dass Meyder gewählt war. Er war bis zur nächsten Wahl 1895 Mitglied der Abgeordnetenkammer und gehörte in ihr verschiedenen Kommissionen an.
Im Juni 1893 legte Meyder sein Eschenauer Schultheißenamt nieder und ging als Direktor der Landwirtschaftlichen Genossenschaftszentralkasse (später Genossenschaftliche Zentralbank, Vorläufer der heutigen DZ Bank) nach Stuttgart.

## Familie
1871 heiratete er Magdalena Lisetta Friederike Schwarz (1845–1913). Aus der Ehe gingen sechs Kinder hervor, von denen drei früh starben.